# Barra lluminosa

1- Tub extern de plàstic. 2- Tub intern de vidre. 3- Aigua oxigenada (que conté el tub de plàstic). 4- La barra lluminosa es doblega, es trenca el tub de vidre i comença la reacció química. 5- La barra fa llum.

La barra lluminosa (o Glow stick en anglès) és una font de llum autònoma i de curta durada. Consisteix d'un tub de plàstic extern translúcid i un de vidre intern. El tub extern conté una substància i l'intern una altra i un colorant fluorescent. Quan es doblega la barra lluminosa, el tub de vidre es trenca i es barregen els dos components, produint una reacció química de quimioluminescència. La font de llum es manté encesa fins que acaba la reacció i només es pot utilitzar una vegada.

## Composició
Generalment el tub extern conté aigua oxigenada i l'intern difenil oxalat i un dels colorants fluorescents següents:
| Color   | Compost                                    |
| ------- | ------------------------------------------ |
| Blau    | 9,10-diphenylanthracene                    |
| Verd    | 9,10-bis(phenylethynyl)anthracene          |
| Groc    | 1-chloro-9,10-bis(phenylethynyl)anthracene |
| Taronja | 5,12-bis(phenylethynyl)-naphthacene        |
| Vermell | Rodamina B                                 |

## Reacció química

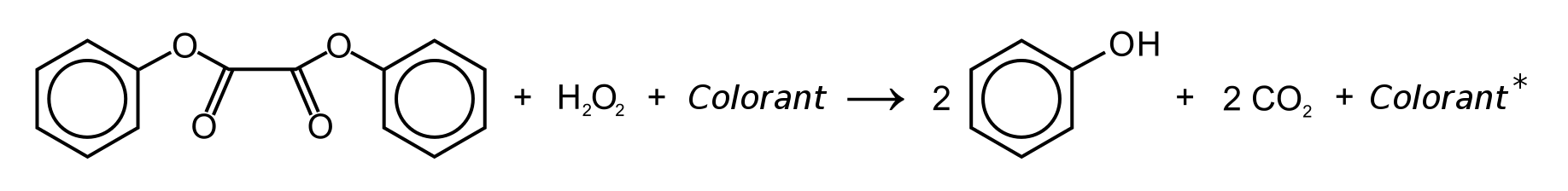
Química barra lluminosa simplificada